# 马拉蒂亚省

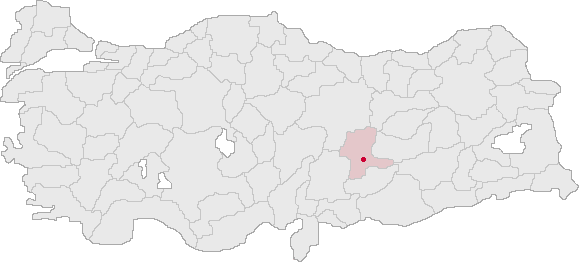

马拉蒂亚省（土耳其語：Malatya il）是位于土耳其中部的一个省，12,235km2，首府马拉蒂亚。